# IoMT
IoMT（英：Internet of Medical Things）とは、医療におけるIoTのこと。「医療分野のモノのインターネット」とも表現される。IoMT学会による正確な定義は「医療機器とヘルスケアのITシステムを、オンラインのコンピューターネットワークを通じてつなぐ概念」である。
具体的な内容としては、病棟であれば医療機器・施設・患者をインターネットで結ぶ。これにより、病院機能の飛躍的な向上を図れる。IoMTの導入対象は、5つの医療段階（フェーズ）に分けられる。①未病・ヘルスケア、②在宅医療、③診断、④治療、⑤治療予後医療・リハビリの5段階である。

## 導入分野
2020年11月時点で、国内で導入されている分野と品目、参入している主な企業は下記のとおりである。。
| 項目                                | 詳細 |
| ----------------------------------- | --- |
| ニューメディカルソリューション      | 電子カルテシステム、疾患管理ソリューション、AI診断支援ソリューション、画像解析ソリューション、医用画像プラットフォームサービス、4K8K医療ソリューション、医療用ディスプレイ、術場／術野カメラ、手術映像記録／配信システム、手術用顕微鏡システム、硬性内視鏡、ナノマシン、手術／治療支援ロボット、3Dプリンター |
| メディカル／ヘルスケアフュージョン  | オンライン医療ソリューション、遠隔医療システム、スマートウェアソリューション、インプランタブルソリューション、フードテックソリューション、ブレインテックソリューション、ヘルスケア住宅 |
| ダスト&インフェクションコントロール | 滅菌器、内視鏡洗浄機、滅菌管理トレーサビリティシステム、電解水生成装置、空間除菌脱臭装置、紫外線除菌脱臭装置、光触媒除菌脱臭装置、ウイルス追跡ソリューション、アレルギー可視化ソリューション |
| 参入企業                            | eBASE、PHC、アキュレイ、エアロシールド、エルピクセル、大塚製薬、オプティム、カゴメ、カリーナシステム、キヤノンITSメディカル、サンスター技研、正晃テック、日機装、ブレイゾン・セラピューティクス、ホシザキ、ミツフジ、メディアシーク、メディカル・データ・ビジョン、メドレー、リバーフィールド                |

## 事例

### 開封検知付アルミ箔による服薬管理
従来の服薬管理では「患者が医師・薬剤師の指導どおりに服薬できるか」がという課題があった。開封検知付アルミ箔は、この服薬管理を自動で行う。患者が開封した時点で担当医などに通知される仕組みである。
この技術により、薬の飲み忘れにとどまらず過剰服用の防止も可能。2019年11月時点ではまだ実証試験段階である。試験ではUACJ・UACJ製箔が回路印刷箔の開発と製造、SAPジャパンがソフトウェアの提供、ドクターズが実証試験フィールドの提供及び医療者の意見のフィードバックを担っている。

### 医療アプリ
順天堂大学は2021年2月までに、下記8種類のIoMTに活用する医療アプリを開発・リリースしている。
- STI OMOIYARI[10]
- いたみノート[11]
- ロコモニタープラス[12]
- アレルサーチ[13]
- ドライアイリズム[14]
- インフルレポート[15]
- iPARKSTUDY[16]
- ぜんそくログ[17]

### 医療情報システム
医療情報システムは、端的にいうと医療機器をインターネットでつなぐ。医療用画像診断機器やメディカルレコーダー、X線診断装置や超音波診断装置などの診断機器を、インターネット経由で連携させる。これにより、広範囲かつ高速、緻密な分析が可能となる。